# Пуцићи
Пуцићи (итал. Villa Pucci) су насељено место у Републици Хрватској у Истарској жупанији. Административно су у саставу општине Жмињ.

## Географија
Пуцићи се налазе 3,4 км од средишта општине Жмињ.

## Историја
До територијалне реорганизације у Хрватској Пуцићи су били у саставу старе општине Ровињ.

## Становништво
Према задњем попису становништва у Хрватској 2011. године у насељу Пуцићи живео је 31 становник..
| Број становника по пописима | Број становника по пописима | Број становника по пописима | Број становника по пописима | Број становника по пописима | Број становника по пописима | Број становника по пописима | Број становника по пописима | Број становника по пописима | Број становника по пописима | Број становника по пописима | Број становника по пописима | Број становника по пописима | Број становника по пописима | Број становника по пописима | Број становника по пописима |
| --------------------------- | --------------------------- | --------------------------- | --------------------------- | --------------------------- | --------------------------- | --------------------------- | --------------------------- | --------------------------- | --------------------------- | --------------------------- | --------------------------- | --------------------------- | --------------------------- | --------------------------- | --------------------------- |
| 1857                        | 1869                        | 1880                        | 1890                        | 1900                        | 1910                        | 1921                        | 1931                        | 1948                        | 1953                        | 1961                        | 1971                        | 1981                        | 1991                        | 2001                        | 2011                        |
| 0                           | 0                           | 43                          | 51                          | 65                          | 70                          | 0                           | 0                           | 73                          | 80                          | 78                          | 64                          | 55                          | 43                          | 36                          | 31                          |

Напомена: У 1857, 1869, 1921. у 1931. подаци су садржани у насељу Жмињ, Од 1880. do 1910. и у 1948. искзивано под именом Пучићи Горењи.